# 甲状腺刺激ホルモン
甲状腺刺激ホルモン（こうじょうせんしげきホルモン、thyroid stimulating hormone、TSH）またはチロトロピン（Thyrotropin）は、下垂体前葉の甲状腺刺激ホルモン分泌細胞(thyrotroph)から分泌されるホルモンであり、甲状腺に働きかけ甲状腺ホルモンの分泌を促す。

## 特徴
甲状腺刺激ホルモンはLH,FSHなどと同じくαとβの二つのサブユニットからなる糖タンパク質である。αサブユニットはこれらの糖タンパクホルモンに共通で、ヒトの場合92個のアミノ酸からなり遺伝子は6番染色体に位置する。TSHに独特なβサブユニットはヒトの場合112個のアミノ酸からなり、遺伝子は1番染色体に位置する。全体の分子量は28~30kDaである。

## 分泌調節
甲状腺刺激ホルモンは、視床下部から分泌される甲状腺刺激ホルモン放出ホルモン(TRH)により分泌が促される。甲状腺刺激ホルモンは甲状腺ホルモンのネガティブフィードバックにより分泌が抑制される。甲状腺ホルモンはまた、視床下部にも働きかけ甲状腺刺激ホルモン放出ホルモンの分泌も抑制する。

## 受容体
甲状腺刺激ホルモンの受容体はGタンパク質結合型であり、甲状腺の上皮細胞に発現している。ヒトの場合遺伝子は14番染色体に位置する。